# Горское (Краснодарский край)
Го́рское — село в Туапсинском районе Краснодарского края. Входит в состав Джубгского городского поселения.

## География
Село расположено в 8 км к северу от административного центра поселения — посёлка Джубги, в долине реки Джубги на автотрассе М4, в горно-лесной зоне. 

## Население
| 1989 | 1999 | 2002 | 2010 |
| ---- | ---- | ---- | ---- |
| 524  | ↘459 | ↗497 | ↗520 |